# Fussey
 Fussey  là một xã ở tỉnh Côte-d’Or trong vùng Bourgogne-Franche-Comté, phía đông nước Pháp. Xã Fussey nằm ở khu vực có độ cao trung bình 478 mét trên mực nước biển.